# Renașterea Lublin

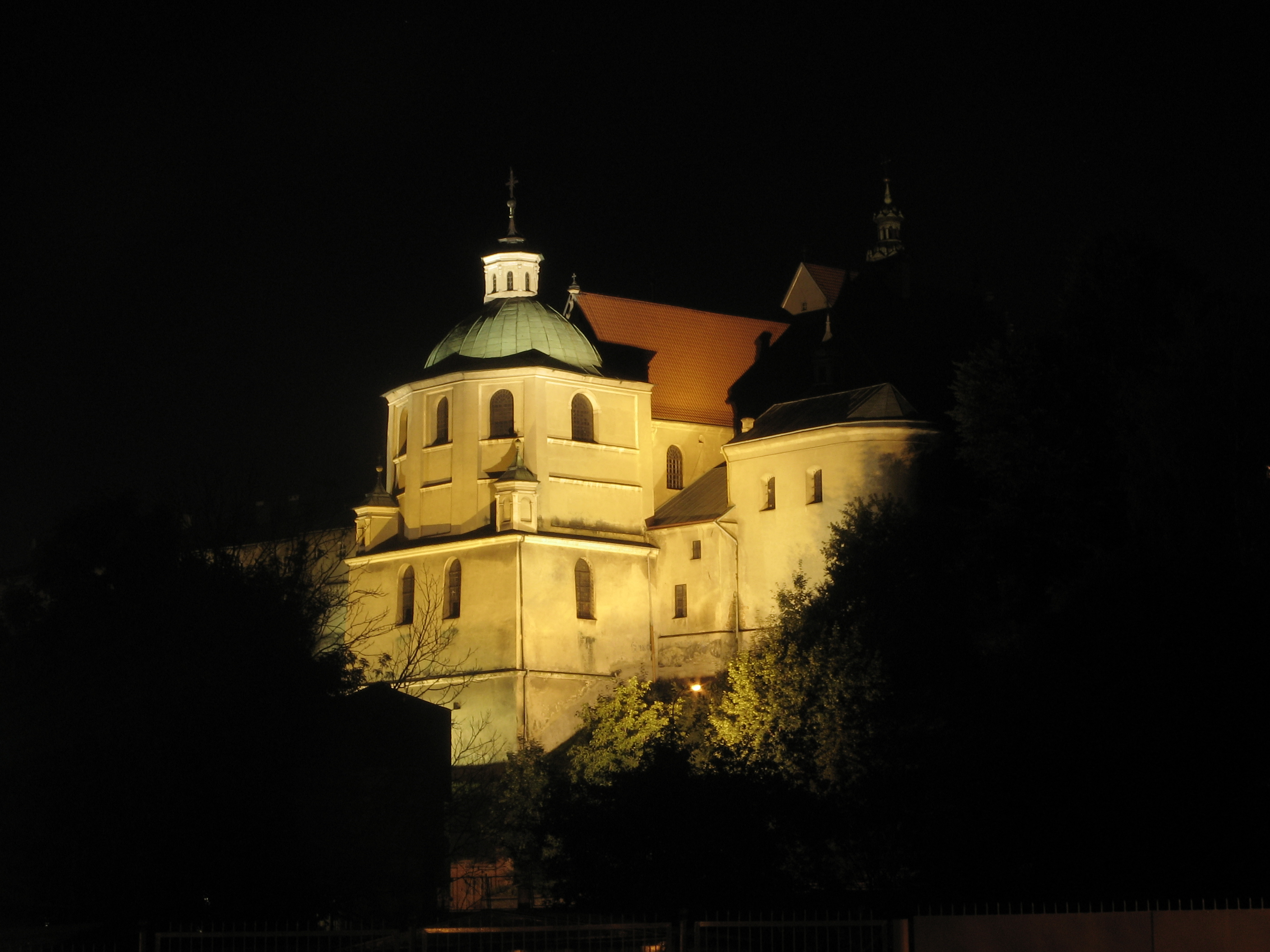
Prezbiteriu dominican, Lublin

Renașterea Lublin este un stil arhitectural dezvoltat în regiunea Lublin din Polonia la sfârșitul secolului al XVI-lea.

## Istoric
Regiunea Lublin are o moștenire arhitecturală frumoasă. Aceasta a avut loc la sfârsitul secolului al XVI-lea, când primele forme complet dezvoltate ale arhitecturii renascentiste au fost importate în regiunea Lublin. Începutul secolului următor a fost martor unei creșteri spectaculoase a numărului de clădiri religioase frumoase, dezvoltate ca urmare a marii bogății create de regiunea Lublin care era una dintre cele mai importante exportatoare de cereale în Europa de Vest. Majoritatea bisericilor au fost ridicate de către arhitecți de origine italiană, care în acest fel au creat un stil local, cunoscut sub numele de Renașterea Lublin. Bisericile construite în acest stil sunt fără aripă cu un presbiteriu mai mare decât este de obicei, care se termină într-un semicerc, cu o bolta semicilindrică. Caracteristicile lor distinctive sunt frontoanele ornamentate bogat și decorare  cu stuc a interior. Renașterea Lublin este cea mai bine reprezentată de bisericile din Lublin, Końskowola și Kazimierz Dolny.
Vizitatorii vor fi de asemenea încântați de ornamentele bogate de pe fațadele clădirilor renascentiste, mai ales mansardele înalte ale caselor într-o serie de orașe și sate din regiune. Cele mai bune exemple de acestea sunt casele din Przybyłów și  Celejowska, de asemenea, cele din Kazimierz Dolny.

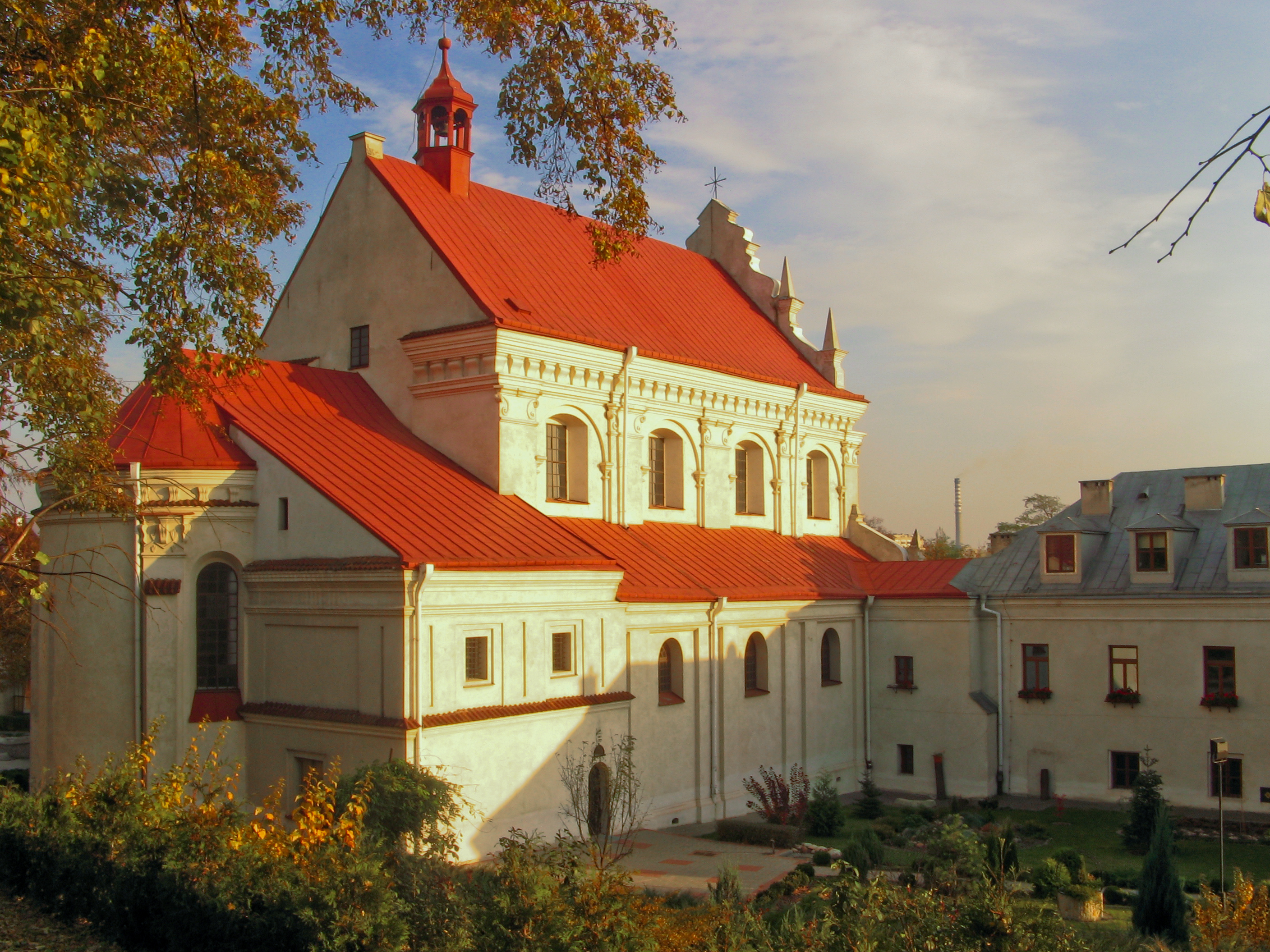
Biserica St Agnes Church în Lublin.
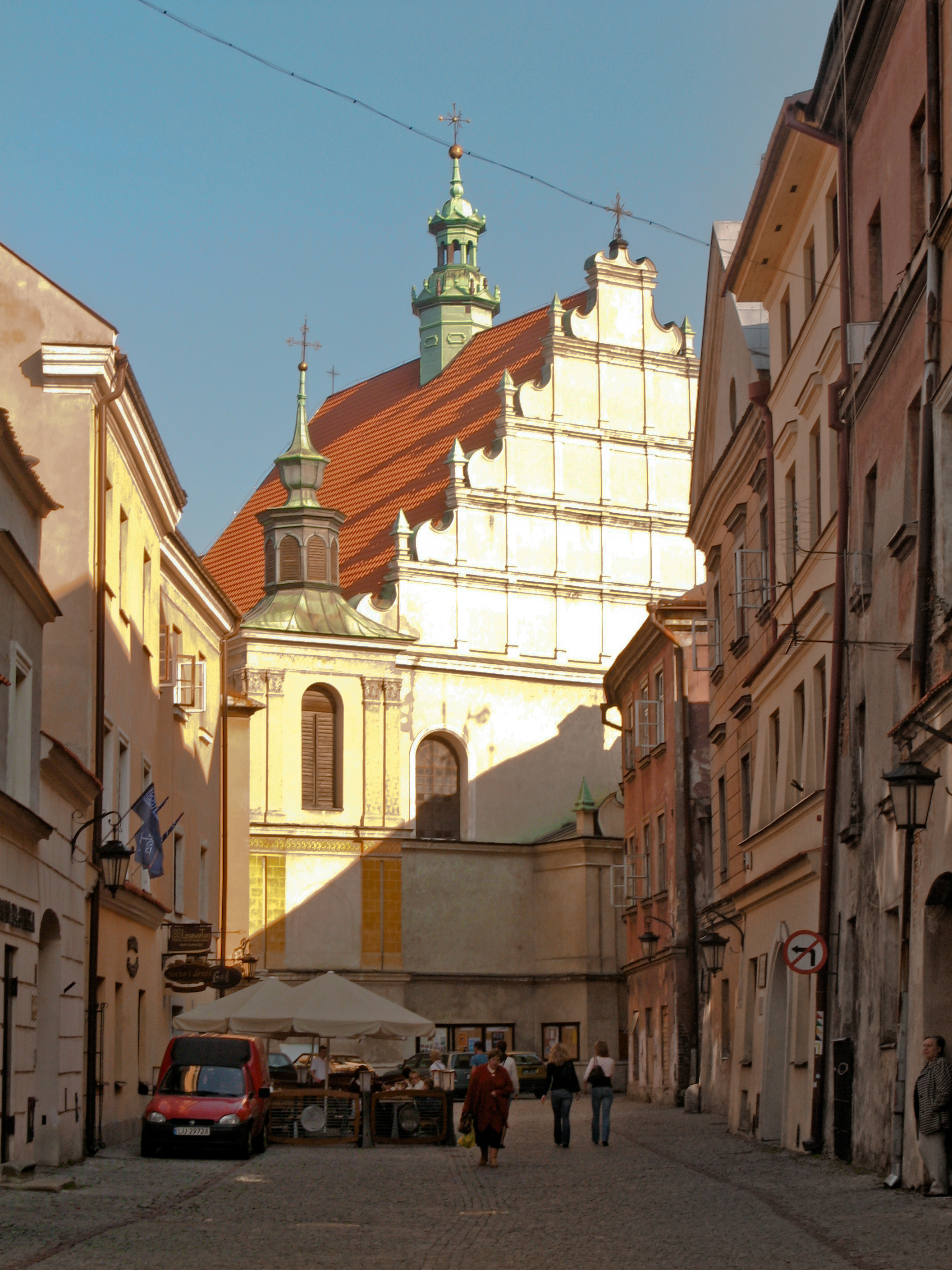
Bazilica dominicană în Lublin.
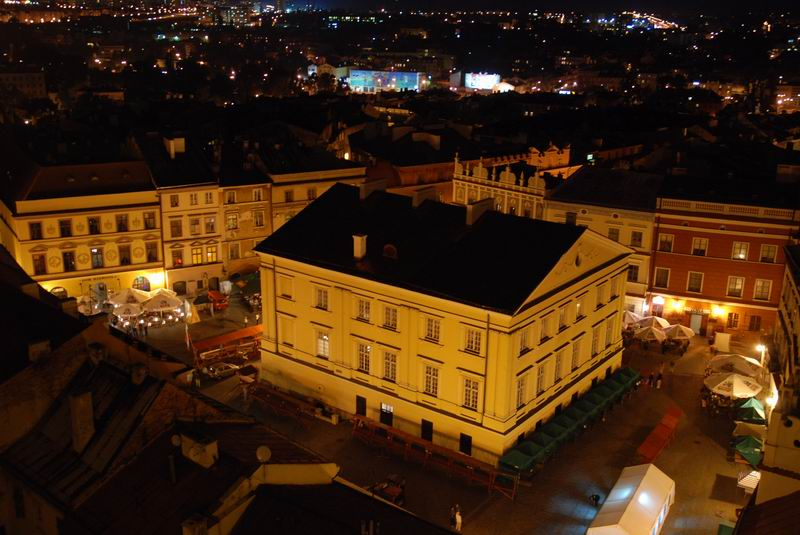
Tribunalul Coroanei în Lublin.
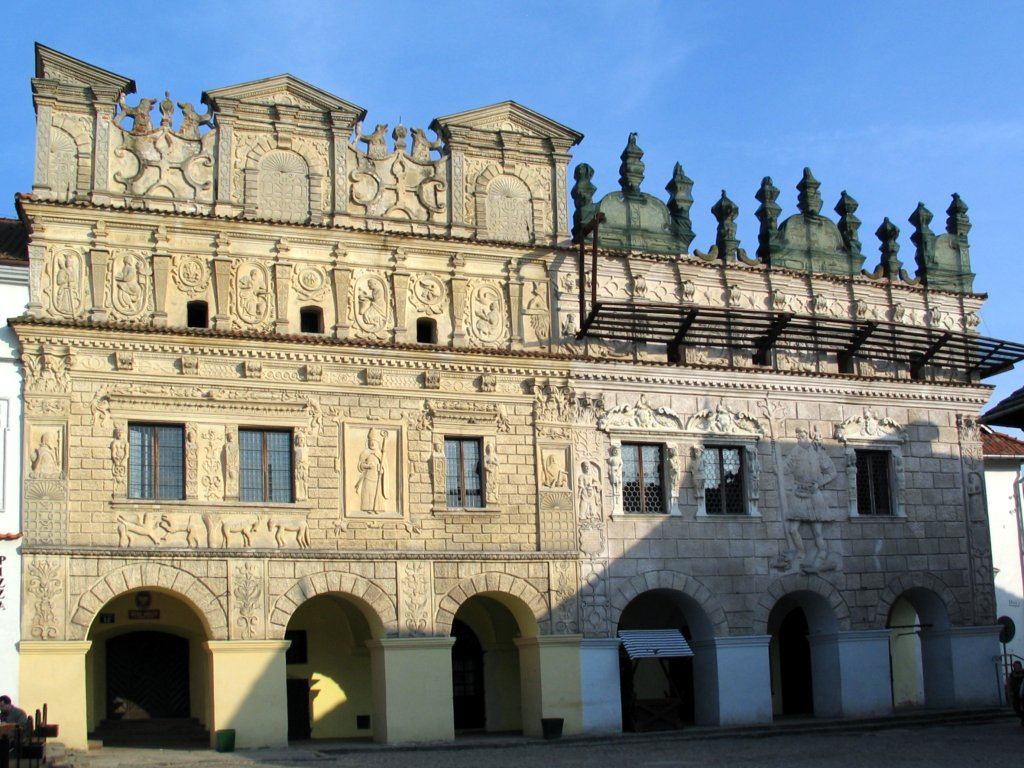
Case în Kazimierz Dolny.
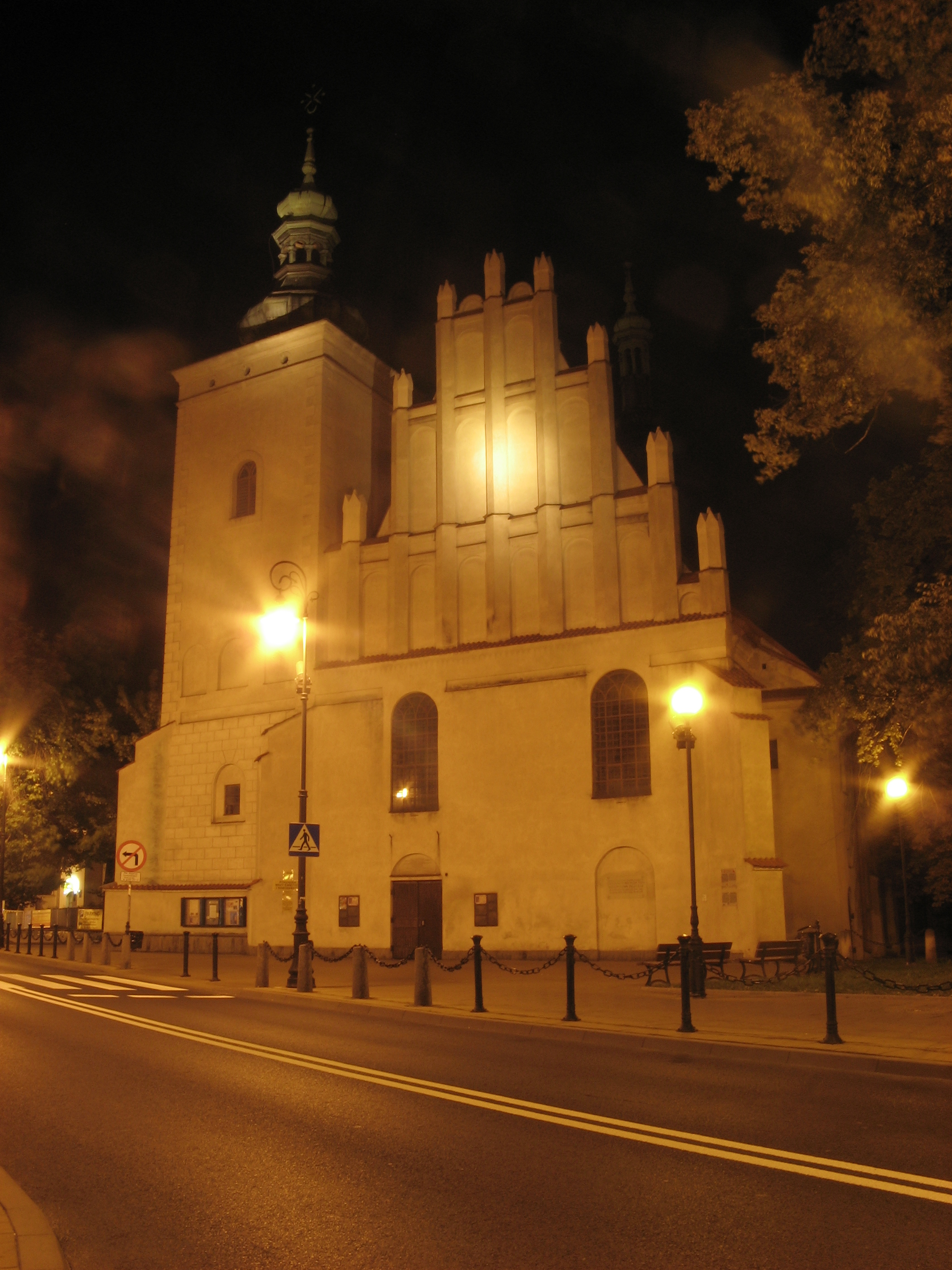
Biserică, nocturnă în Lublin.